# П'єро Піччоні
П'єро Піччоні (італ. Piero Piccioni, відомий також під псевдонімом П'єро Морган; 6 грудня 1921, Турин — 23 липня 2004, Рим) — італійський піаніст, диригент, композитор і органіст. Один з найвідоміших авторів музики до італійського кіно, особливо в галузі італійської комедії, а також як одного з головних героїв справи Монтезі.

## Біографія
П'єро Піччоні народився в Турині 6 грудня 1921 року в сім'ї італійського політика Аттіли Піччоні (1892—1976). Від прізвища його матері Кароліни Маренго походить його псевдонім П'єро Морган, яким він користувався до 1957 року.
П'єро Піччоні був самоу́ком, у дитинстві грав на фортепіано і слухав джазові записи Дюка Еллінгтона (1899—1974), особливо музику 1933 та 34 років. У віці тринадцяти років він уже писав пісні. У 1937 році у Флоренції він пройшов прослуховування на суспільному мовленні й декілька його пісень були записані на студії звукозапису «Каріш».
У 1944 році П'єро Піччоні, який тоді мав 22 роки, почав виступати на радіо зі створеним ним оркестром «013». Таку дивну назву для оркестру придумав радіорежисер Ріккардо Мантоні. Оркестр грав без записування відразу в мікрофон, а до його складу входили багато джазових музикантів, які пізніше зробили неабиякі кар'єри. У цей же час Піччоні також створив скорочену групу з семи музикантів для виступів, яка мала назву «Сімка з 013» (I Sette della 013). Тут проявилися його зді́бності чудового піаніста, аранжувальника та лідера гурту. Одночасно він працював як юрист і почав вивчати філософію.

## Вибрана фільмографія
- 1959 — Шахраї / (I Magliari)
- 1960 — Красунчик Антоніо / (l bell'Antonio)
- 1963 — Бум / (Il boom)
- 1963 — Хто працює, той пропащий / Chi lavora è perduto
- 1963 — Диявол / (Il diavolo)
- 1964 — Літаюча тарілка / Il disco volante
- 1965 — Я її добре знав / (Io la conoscevo bene)
- 1965 — Три обличчя / I tre volti
- 1965 — Десята жертва / (La Decima Vittima)
- 1965 — Полювання на лиса / Caccia alla volpe
- 1966 — Вибачте, ви за чи проти? / Scusi, lei è favorevole o contrario?
- 1966 — Наші чоловіки / I nostri mariti
- 1967 — Сторонній / Lo straniero
- 1967 — Італієць в Америці / Un italiano in America
- 1968 — Лікар страхової каси / (Il medico della mutua)
- 1969 — Любове моя, допоможи мені / (Amore mio aiutami)
- 1971 — Вродливий, чесний, емігрант в Австралії хоче одружитися з незайманою землячкою / (Bello, onesto, emigrato Australia sposerebbe compaesana illibata)
- 1971 - Маяк на краю світу / The Light at the Edge of the World
- 1972 — Справа Маттеї / Il Caso Mattei
- 1972 — Ображена честь Мімі-металурга / (Mimì metallurgico ferito nell'onore)
- 1972 — Скопоне, наукова картярська гра / Lo scopone scientifico
- 1973 — Мій брат Анастазія / (Anastasia mio fratello)
- 1973 — Зоряний пил / (Polvere di stelle)
- 1974 — Торговці смертю / (Finché c'è guerra c'è speranza)
- 1976 — Ясновельможні трупи / (Cadaveri eccellenti)
- 1980 — Артуро Де Фанті, банкір-невдаха / (Rag. Arturo De Fanti, bancario precario)
- 1980 — Я і Катерина / (Io e Caterina)
- 1981 — Три брати / Tre fratelli